# Ундзен (Нагасакі)

Ундзе́н (яп. 雲仙市, うんぜんし, МФА: [und͡zeɴ ɕi̥]?) — місто в Японії, в префектурі Нагасакі.     Отримало статус міста 2005 року. Площа становить 206,92 км². Станом на 1 серпня 2011 року населення складало 46 735  осіб, густота населення — 226 осіб/км².     

## Історія
1637 року на територію майбутнього міста Мінамі-Шімабара охопило Шімабарське повстання. Його організували селяни, колишні християни, що збунтувалися про релігійного гніту, високих податків та голоду. 1638 року японські урядові війська жорстоко придушили повстання, винищивши близько 30 тисяч осіб.
Ундзен отримав статус міста 11 жовтня 2005 року.